# Clinotobermorite
La clinotobermorite è un minerale.